# Усть-Муя
Усть-Муя (рос. Усть-Муя) — селище Муйського району, Бурятії Росії. Входить до складу Муйської сільської адміністрації.
Населення — 632 особи (2015 рік).